# Garos
Garos es una comuna francesa situada en el departamento de Pirineos Atlánticos, en la región de Nueva Aquitania- 

## Demografía
| 271 | 239 | 203 | 207 | 186 | 191 | 263 |
| Para los censos de 1962 a 1999 la población legal corresponde a la población sin duplicidades (Fuente: INSEE [Consultar]) |     |     |     |     |     |     |